# Ria-Sirach
Ria-Sirach [ʁija siʁak]  (en catalan Rià i Cirac) est une commune française, située dans le centre du département des Pyrénées-Orientales en région Occitanie. Sur le plan historique et culturel, la commune est dans le pays de Conflent, correspondant à l'ensemble des vallées pyrénéennes qui « confluent » avec le lit creusé par la Têt entre Mont-Louis et Rodès.
Exposée à un climat océanique altéré, elle est drainée par la Têt, le Caillan, le ruisseau de Mardé et par divers autres petits cours d'eau. Incluse dans le parc naturel régional des Pyrénées catalanes, la commune possède un patrimoine naturel remarquable : un site Natura 2000 (les « sites à chiroptères des Pyrénées-Orientales ») et quatre zones naturelles d'intérêt écologique, faunistique et floristique.
Ria-Sirach est une commune urbaine qui compte 1 294 habitants en 2022. Elle est dans l'unité urbaine de Prades et fait partie de l'aire d'attraction de Prades. Ses habitants sont appelés les Ria-Sirachois ou  Ria-Sirachoises.

## Géographie

### Localisation
La commune de Ria-Sirach se trouve dans le département des Pyrénées-Orientales, en région Occitanie.
Elle se situe à 42 km à vol d'oiseau de Perpignan, préfecture du département, et à 2 km de Prades, sous-préfecture.
Les communes les plus proches sont : 
Codalet (1,4 km), Prades (2,1 km), Catllar (3,4 km), Villefranche-de-Conflent (3,5 km), Conat (3,6 km), Taurinya (3,8 km), Clara (4,4 km), Corneilla-de-Conflent (4,9 km).
Sur le plan historique et culturel, Ria-Sirach fait partie de la région de Conflent, héritière de l'ancien comté de Conflent et de la viguerie de Conflent. Ce pays correspond à l'ensemble des vallées pyrénéennes qui « confluent » avec le lit creusé par la Têt entre Mont-Louis, porte de la Cerdagne, et Rodès, aux abords de la plaine du Roussillon.

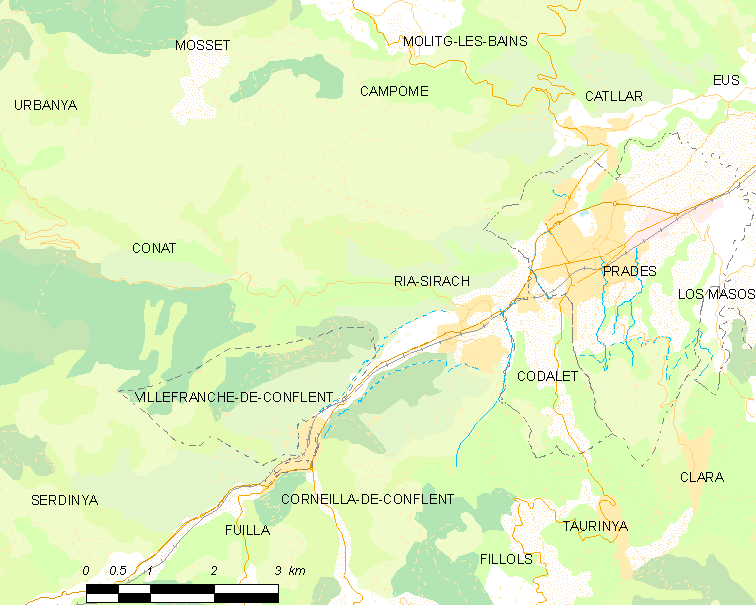
Situation de la commune.

| Mosset                   | Campôme                        | Catllar           |
| Conat                    | Ria-Sirach                     | Prades            |
| Villefranche-de-Conflent | Corneilla-de-Conflent, Fillols | Codalet, Taurinya |

### Géologie et relief

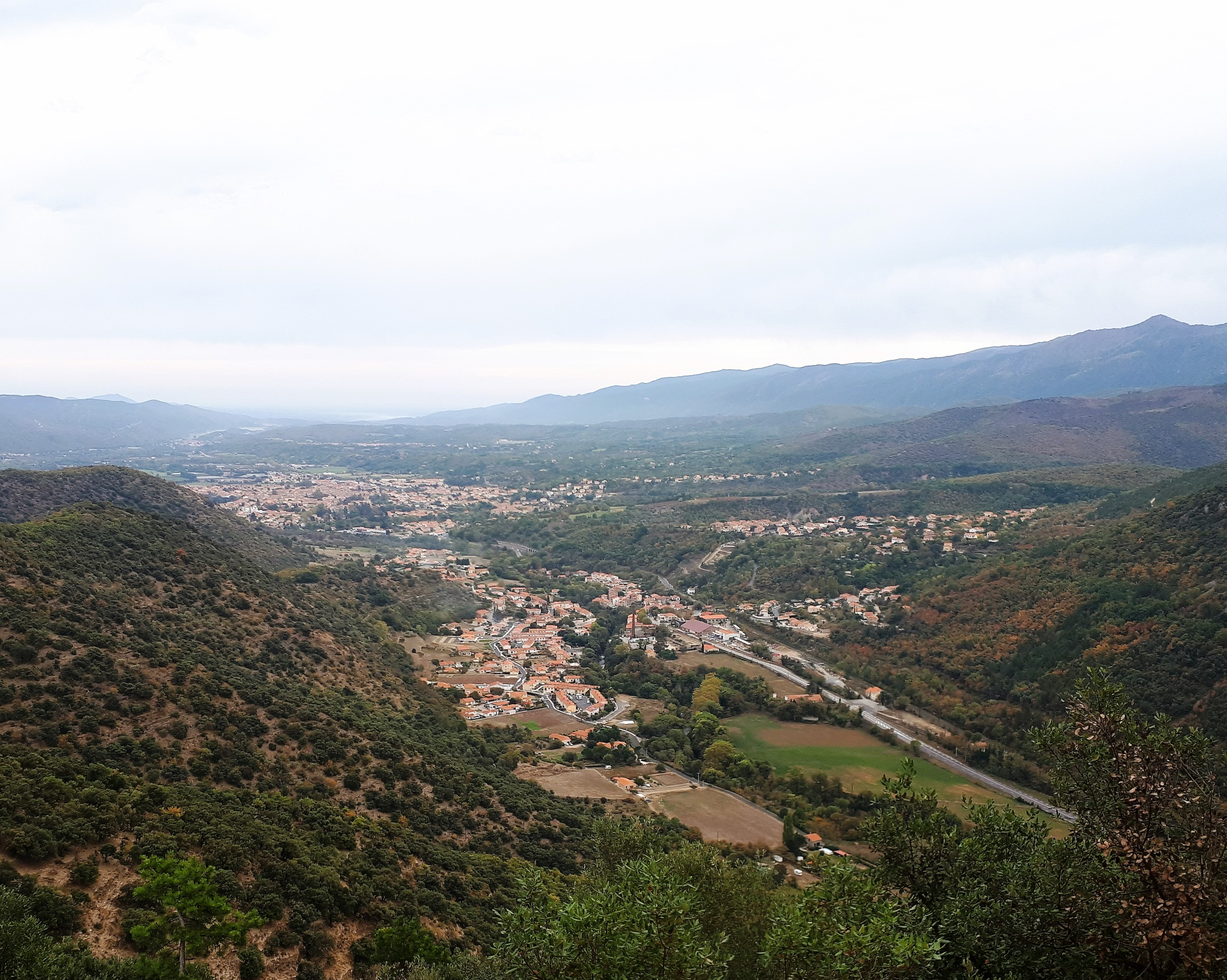
Vue, vers l'est, de la ville de Ria (au premier plan), de Sirach (sur une terrasse à droite de Ria) et de Prades (au fond).

Au-delà de l'extrémité orientale de la gorge de Villefranche, que la Têt a entaillée dans des formations dévoniennes de marbre, le fond de la vallée s'élargit un peu, dans une zone de formations paléozoïques plus anciennes. La ville de Ria est située dans cette section du fond de la vallée, et sur une colline abrupte immédiatement au nord. Sirach est situé sur une terrasse de près de 100 mètres au-dessus de Ria, immédiatement au sud. Cette terrasse marque un ancien cours de la Têt.
Sur le territoire de la commune s'ouvre la grotte des Ambouilla (ou Embulla) entrée principale du réseau André Lachambre, dont le développement dépasse les 35 kilomètres.
La commune est classée en zone de sismicité 3, correspondant à une sismicité modérée.

### Climat
Pour des articles plus généraux, voir Climat de l'Occitanie et Climat des Pyrénées-Orientales.
En 2010, le climat de la commune est de type climat océanique altéré, selon une étude du CNRS s'appuyant sur une série de données couvrant la période 1971-2000. En 2020, Météo-France publie une typologie des climats de la France métropolitaine dans laquelle la commune est exposée à un climat de montagne ou de marges de montagne et est dans la région climatique Pyrénées orientales, caractérisée par une faible pluviométrie, un très bon ensoleillement (2 600 h/an), un air sec, particulièrement en hiver et peu de brouillards.
Pour la période 1971-2000, la température annuelle moyenne est de 13 °C, avec une amplitude thermique annuelle de 14,8 °C. Le cumul annuel moyen de précipitations est de 863 mm, avec 6,4 jours de précipitations en janvier et 4,7 jours en juillet. Pour la période 1991-2020, la température moyenne annuelle observée sur la station météorologique la plus proche, située sur la commune d'Eus à 6 km à vol d'oiseau, est de 13,6 °C et le cumul annuel moyen de précipitations est de 539,8 mm,. Pour l'avenir, les paramètres climatiques de la commune estimés pour 2050 selon différents scénarios d’émission de gaz à effet de serre sont consultables sur un site dédié publié par Météo-France en novembre 2022.

### Milieux naturels et biodiversité

#### Espaces protégés
La protection réglementaire est le mode d’intervention le plus fort pour préserver des espaces naturels remarquables et leur biodiversité associée,.
Un  espace protégé est présent sur la commune : 
le parc naturel régional des Pyrénées catalanes, créé en 2004 et d'une superficie de 139 062 ha, qui s'étend sur 66 communes du département. Ce territoire s'étage des fonds maraîchers et fruitiers des vallées de basse altitude aux plus hauts sommets des Pyrénées-Orientales en passant par les grands massifs de garrigue et de forêt méditerranéenne,.

#### Réseau Natura 2000

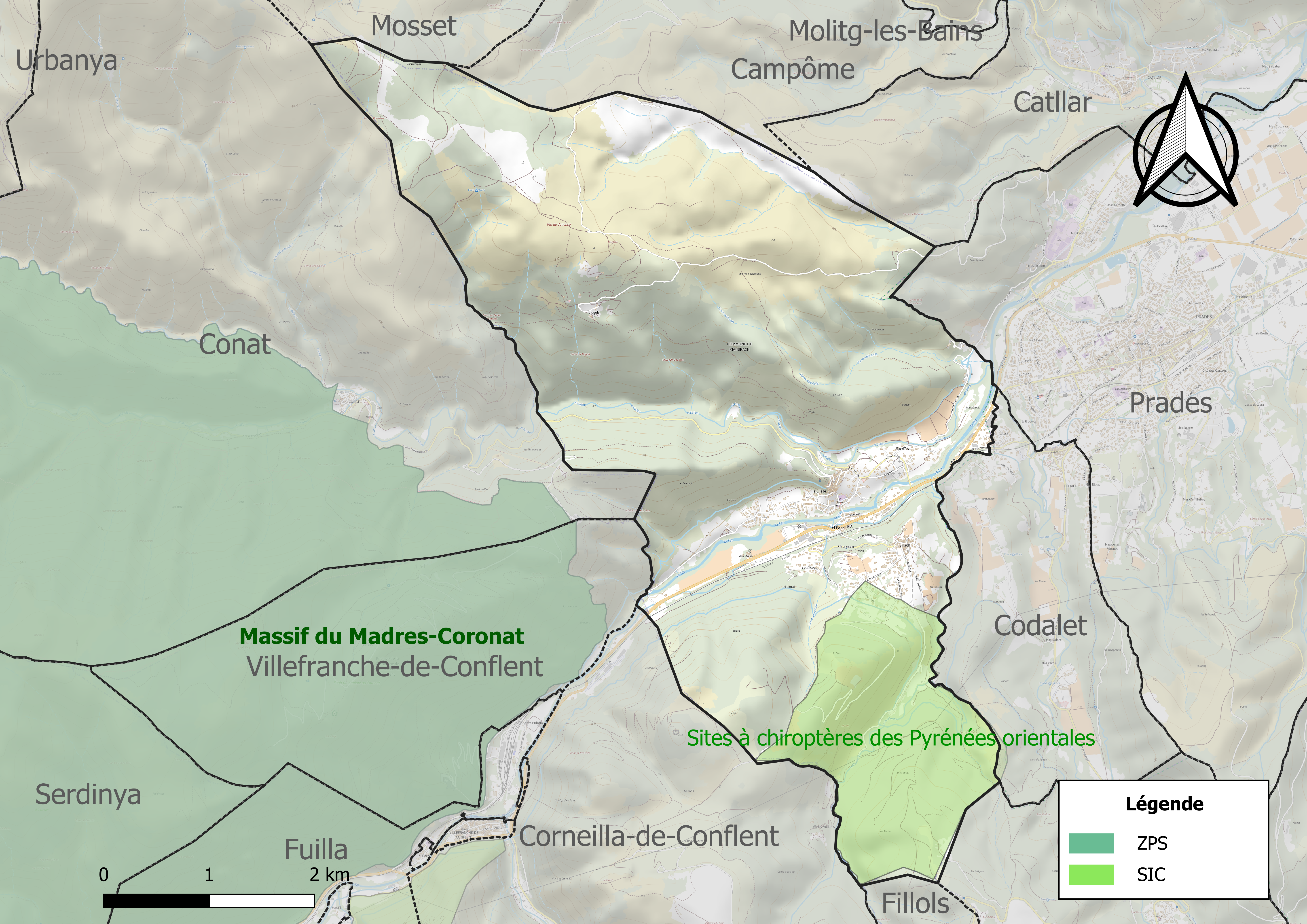
Site Natura 2000 sur le territoire communal.

Le réseau Natura 2000 est un réseau écologique européen de sites naturels d'intérêt écologique élaboré à partir des directives habitats et oiseaux, constitué de zones spéciales de conservation (ZSC) et de zones de protection spéciale (ZPS).
Un site Natura 2000 a été défini sur la commune au titre de la directive habitats : les « sites à chiroptères des Pyrénées-Orientales », d'une superficie de 2 437 ha, abritent  d'importantes colonies d'espèces de chauves-souris d'intérêt communautaire.

#### Zones naturelles d'intérêt écologique, faunistique et floristique
L’inventaire des zones naturelles d'intérêt écologique, faunistique et floristique (ZNIEFF) a pour objectif de réaliser une couverture des zones les plus intéressantes sur le plan écologique, essentiellement dans la perspective d’améliorer la connaissance du patrimoine naturel national et de fournir aux différents décideurs un outil d’aide à la prise en compte de l’environnement dans l’aménagement du territoire.
Deux ZNIEFF de type 1 sont recensées sur la commune :
la « grotte de Sirach » (52 ha), couvrant 2 communes du département et 
la « Trancade d'Ambouilla » (294 ha), couvrant 2 communes du département
et deux ZNIEFF de type 2, : 
- la « vallée du Conflent » (5 742 ha), couvrant 12 communes du département[23] ;
- le « versant sud du massif du Madres » (27 267 ha), couvrant 27 communes du département[24].

Carte des ZNIEFF de type 1 et 2 à Ria-Sirach.
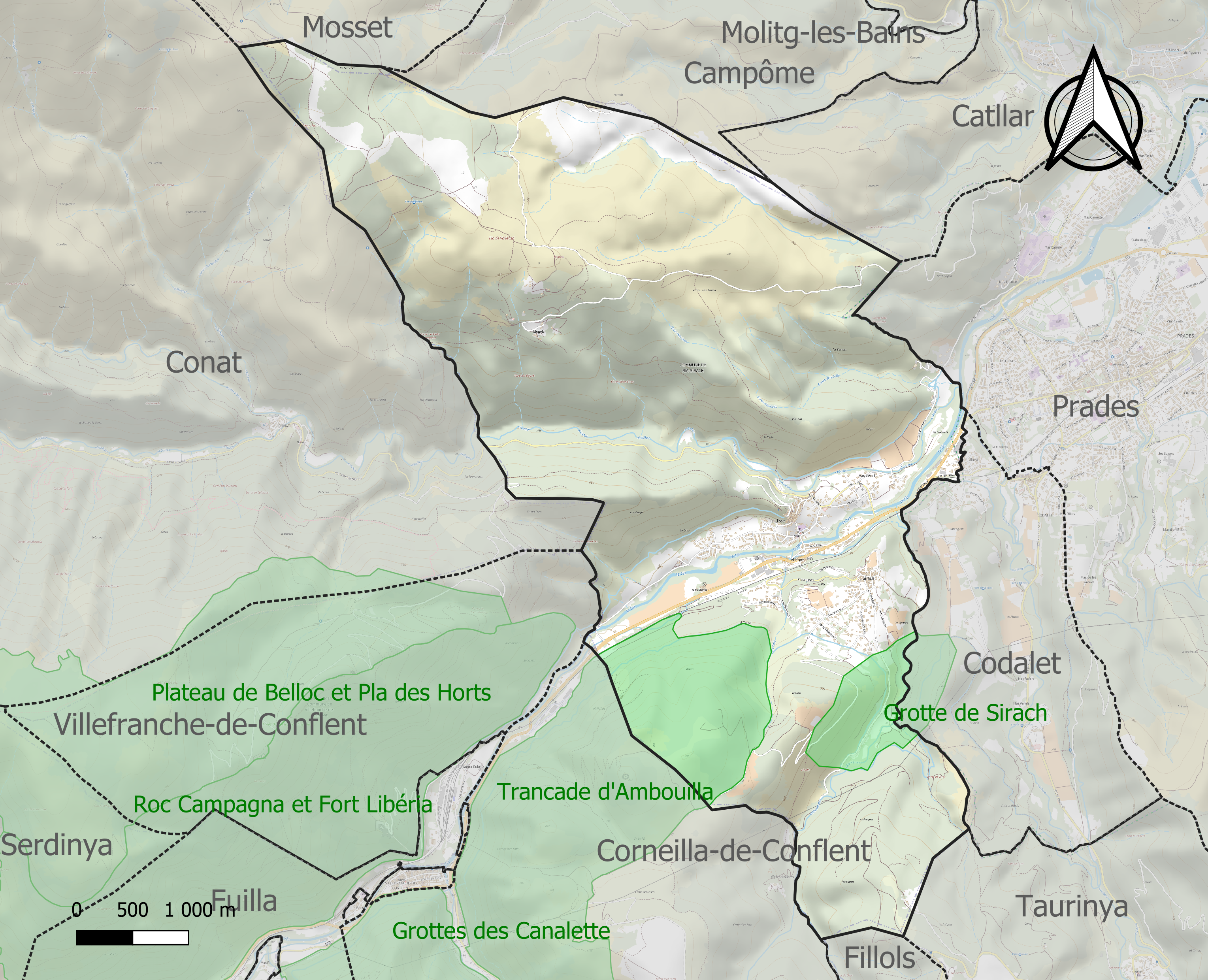
Carte des ZNIEFF de type 1 sur la commune.
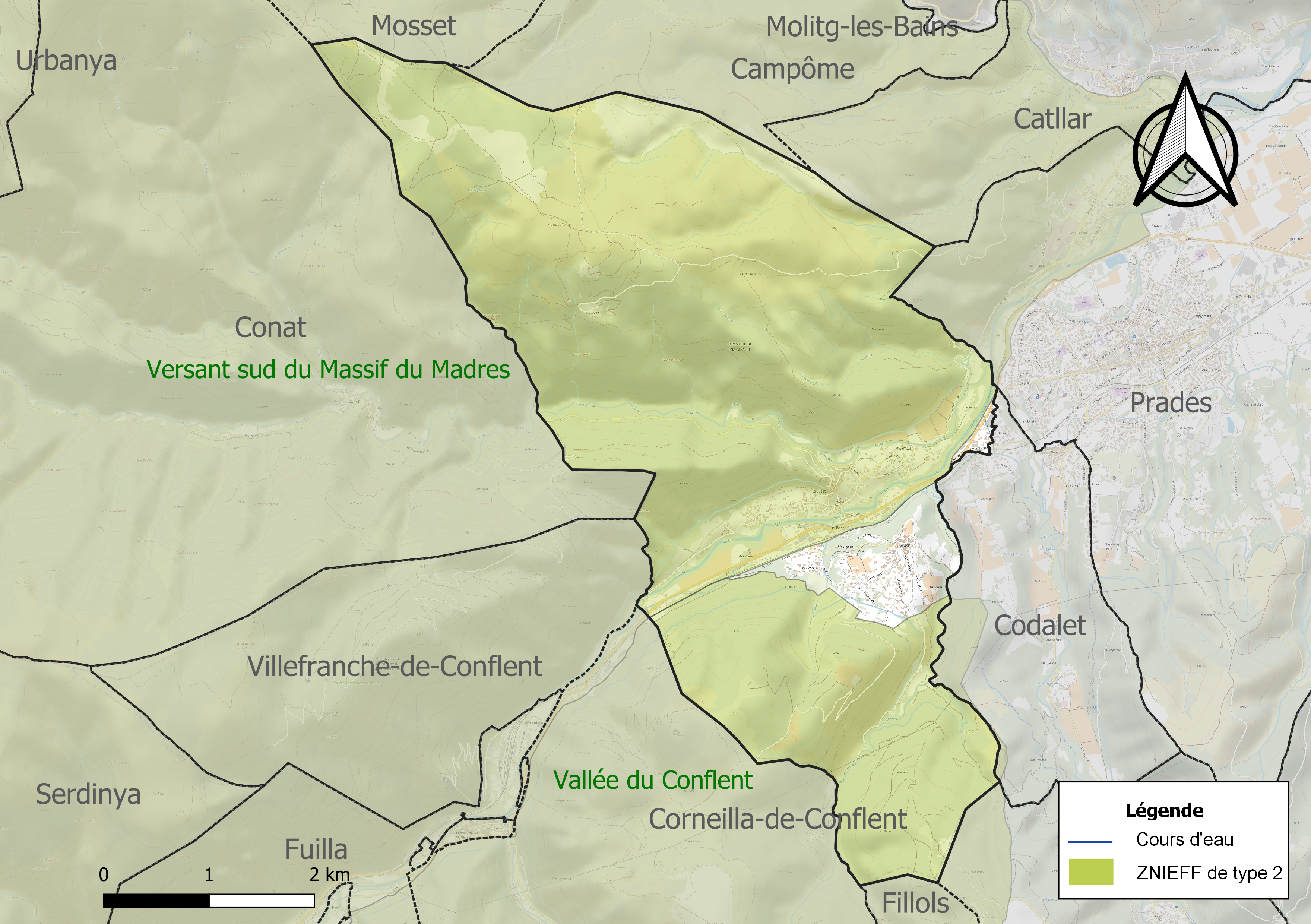
Carte des ZNIEFF de type 2 sur la commune.

## Urbanisme

### Typologie
Au 1er janvier 2024, Ria-Sirach est catégorisée petite ville, selon la nouvelle grille communale de densité à sept niveaux définie par l'Insee en 2022.
Elle appartient à l'unité urbaine de Prades, une agglomération intra-départementale regroupant cinq  communes, dont elle est une commune de la banlieue,,. Par ailleurs la commune fait partie de l'aire d'attraction de Prades, dont elle est une commune du pôle principal,. Cette aire, qui regroupe 26 communes, est catégorisée dans les aires de moins de 50 000 habitants,.

### Occupation des sols
L'occupation des sols de la commune, telle qu'elle ressort de la base de données européenne d’occupation biophysique des sols Corine Land Cover (CLC), est marquée par l'importance des forêts et milieux semi-naturels (84,5 % en 2018), une proportion sensiblement équivalente à celle de 1990 (84 %). La répartition détaillée en 2018 est la suivante : 
milieux à végétation arbustive et/ou herbacée (64,4 %), forêts (20,1 %), zones urbanisées (5,9 %), cultures permanentes (5,9 %), zones agricoles hétérogènes (3,7 %). L'évolution de l’occupation des sols de la commune et de ses infrastructures peut être observée sur les différentes représentations cartographiques du territoire : la carte de Cassini (XVIIIe siècle), la carte d'état-major (1820-1866) et les cartes ou photos aériennes de l'IGN pour la période actuelle (1950 à aujourd'hui).

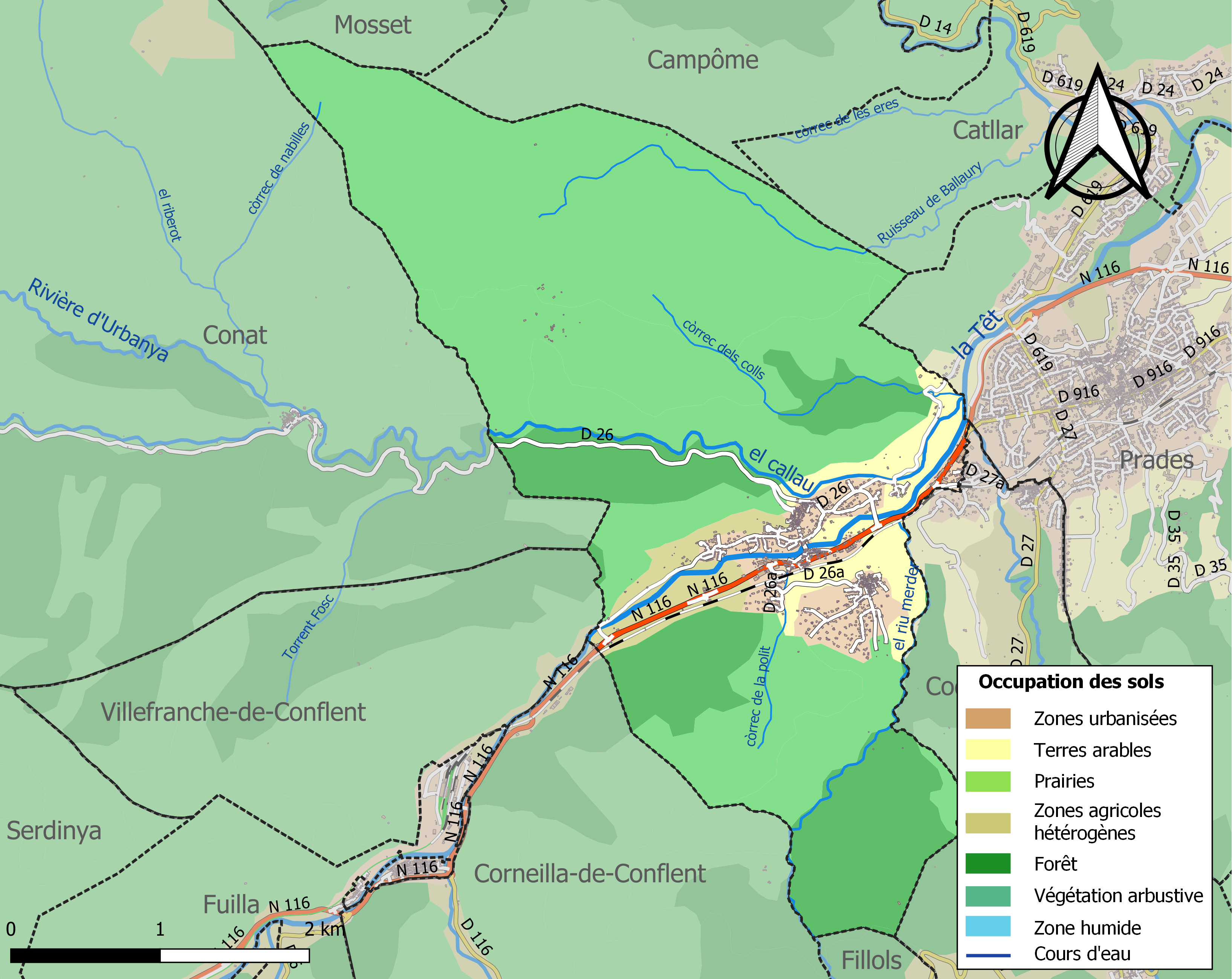
Carte des infrastructures et de l'occupation des sols de la commune en 2018 (CLC).

### Voies de communication et transports
- Gare de Ria

Les lignes 521 (Casteil - Gare de Perpignan), 524 (Fontpédrouse - Prades), 525 (Py - Prades) et 560 (Porté-Puymorens - Gare de Perpignan) du réseau régional liO desservent la commune.

### Risques majeurs
Le territoire de la commune de Ria-Sirach est vulnérable à différents aléas naturels : inondations, climatiques (grand froid ou canicule), feux de forêts, mouvements de terrains et séisme (sismicité modérée). Il est également exposé à deux risques technologiques, le transport de matières dangereuses et la rupture d'un barrage, et à deux risques particuliers, les risques radon et minier,.

#### Risques naturels
Certaines parties du territoire communal sont susceptibles d’être affectées par le risque d’inondation par crue torrentielle de cours d'eau du bassin de la Têt.
Les mouvements de terrains susceptibles de se produire sur la commune sont soit des mouvements liés au retrait-gonflement des argiles, soit des glissements de terrains, soit des chutes de blocs, soit des effondrements liés à des cavités souterraines. Une cartographie nationale de l'aléa retrait-gonflement des argiles permet de connaître les sols argileux ou marneux susceptibles vis-à-vis de ce phénomène. L'inventaire national des cavités souterraines permet par ailleurs de localiser celles situées sur la commune.

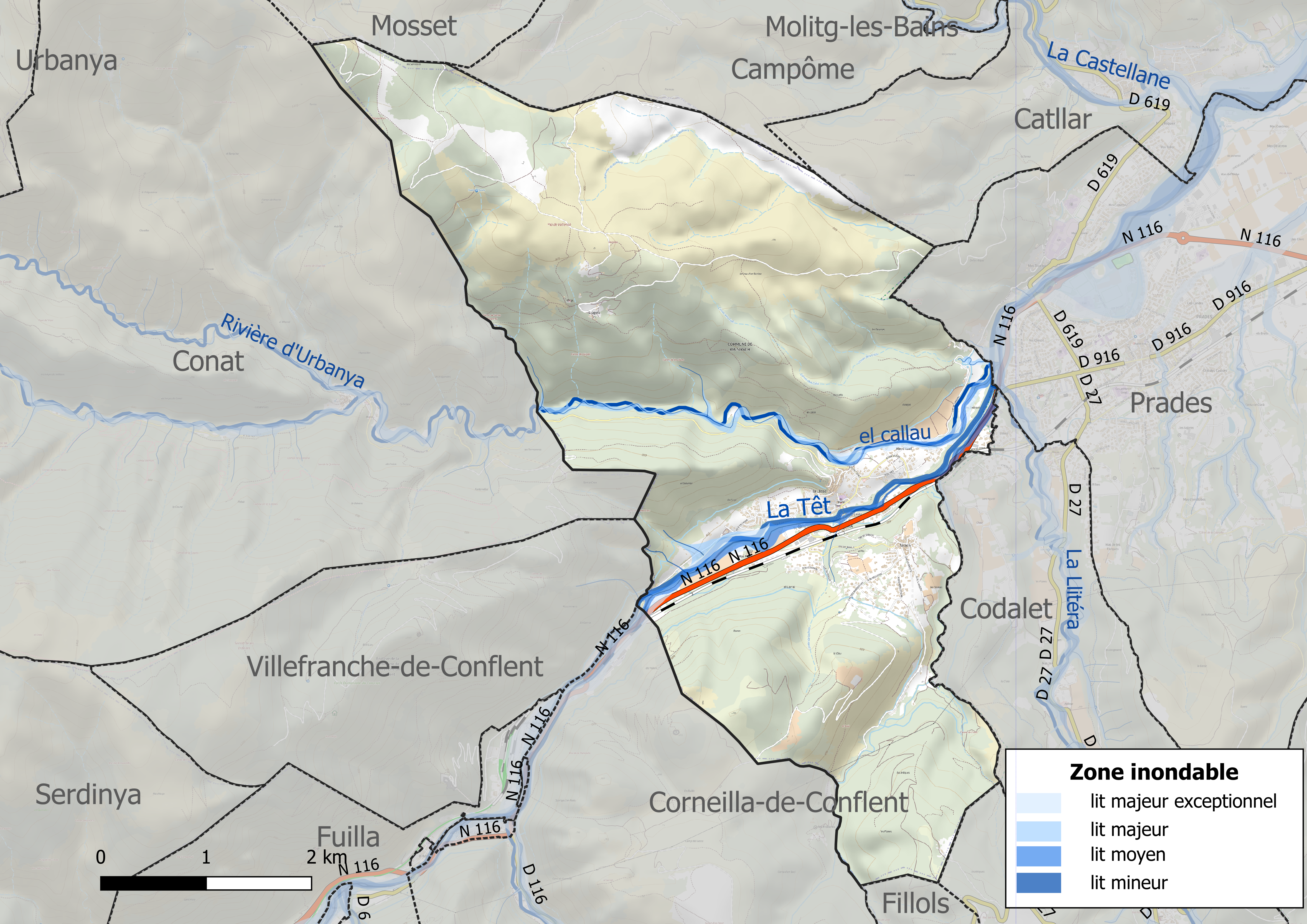
Carte des zones inondables.
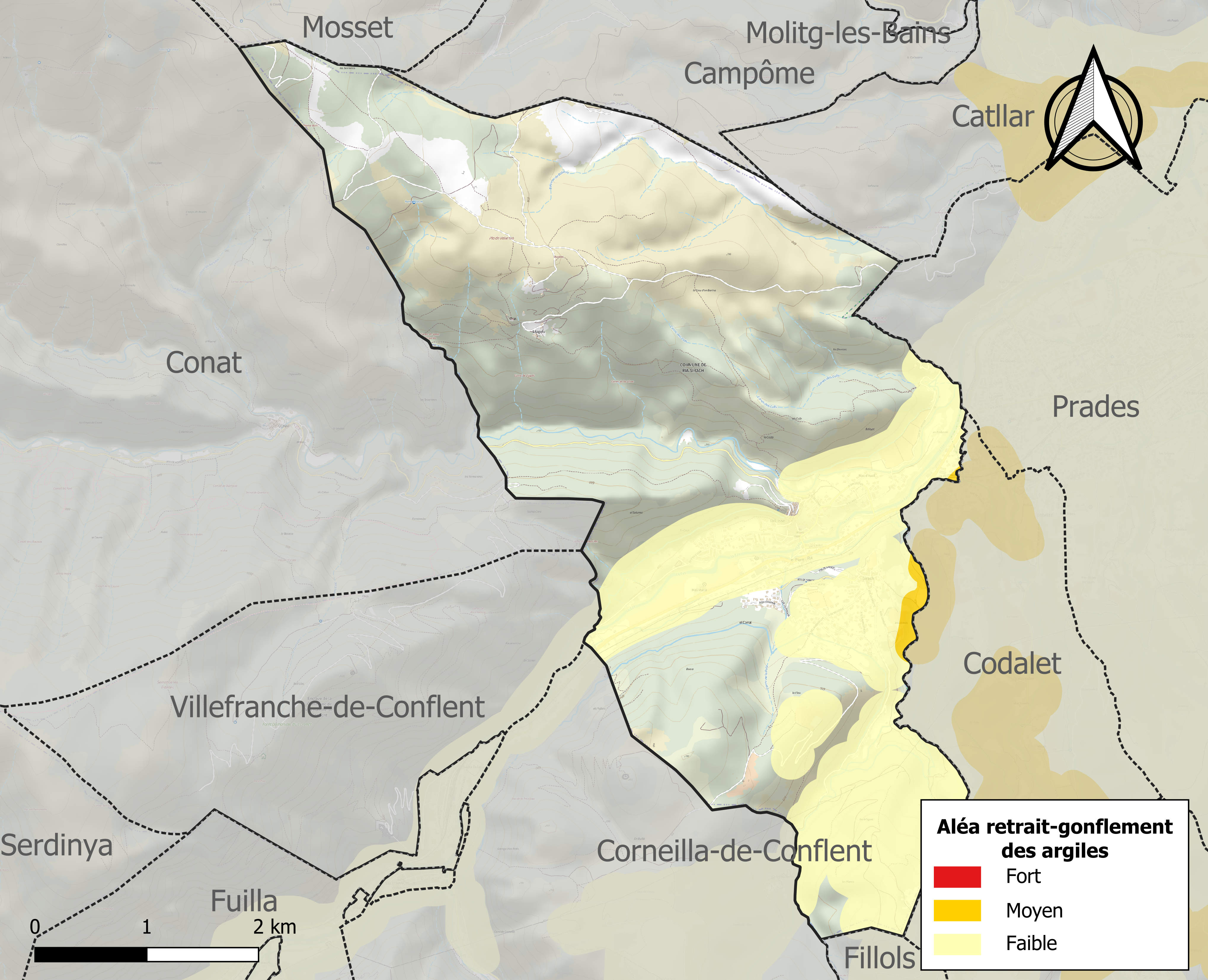
Carte des zones d'aléa retrait-gonflement des argiles.

#### Risques technologiques
Le risque de transport de matières dangereuses sur la commune est lié à sa traversée par une route à fort trafic. Un accident se produisant sur une telle infrastructure est en effet susceptible d’avoir des effets graves au bâti ou aux personnes jusqu’à 350 m, selon la nature du matériau transporté. Des dispositions d’urbanisme peuvent être préconisées en conséquence.
Dans le département des Pyrénées-Orientales, on dénombre sept grands barrages susceptibles d’occasionner des dégâts en cas de rupture. La commune fait partie des 66 communes susceptibles d’être touchées par l’onde de submersion consécutive à la rupture d’un de ces barrages, le Barrage des Bouillouses sur la Têt, un ouvrage de 17,5 m de hauteur construit en 1910.

#### Risque particulier
La commune est concernée par le risque minier, principalement lié à l’évolution des cavités souterraines laissées à l’abandon et sans entretien après l’exploitation des mines.
Dans plusieurs parties du territoire national, le radon, accumulé dans certains logements ou autres locaux, peut constituer une source significative d’exposition de la population aux rayonnements ionisants. Toutes les communes du département sont concernées par le risque radon à un niveau plus ou moins élevé. Selon la classification de 2018, la commune de Ria-Sirach est classée en zone 3, à savoir zone à potentiel radon significatif.

## Toponymie
En catalan, le nom de la commune est Rià i Cirac.

## Histoire

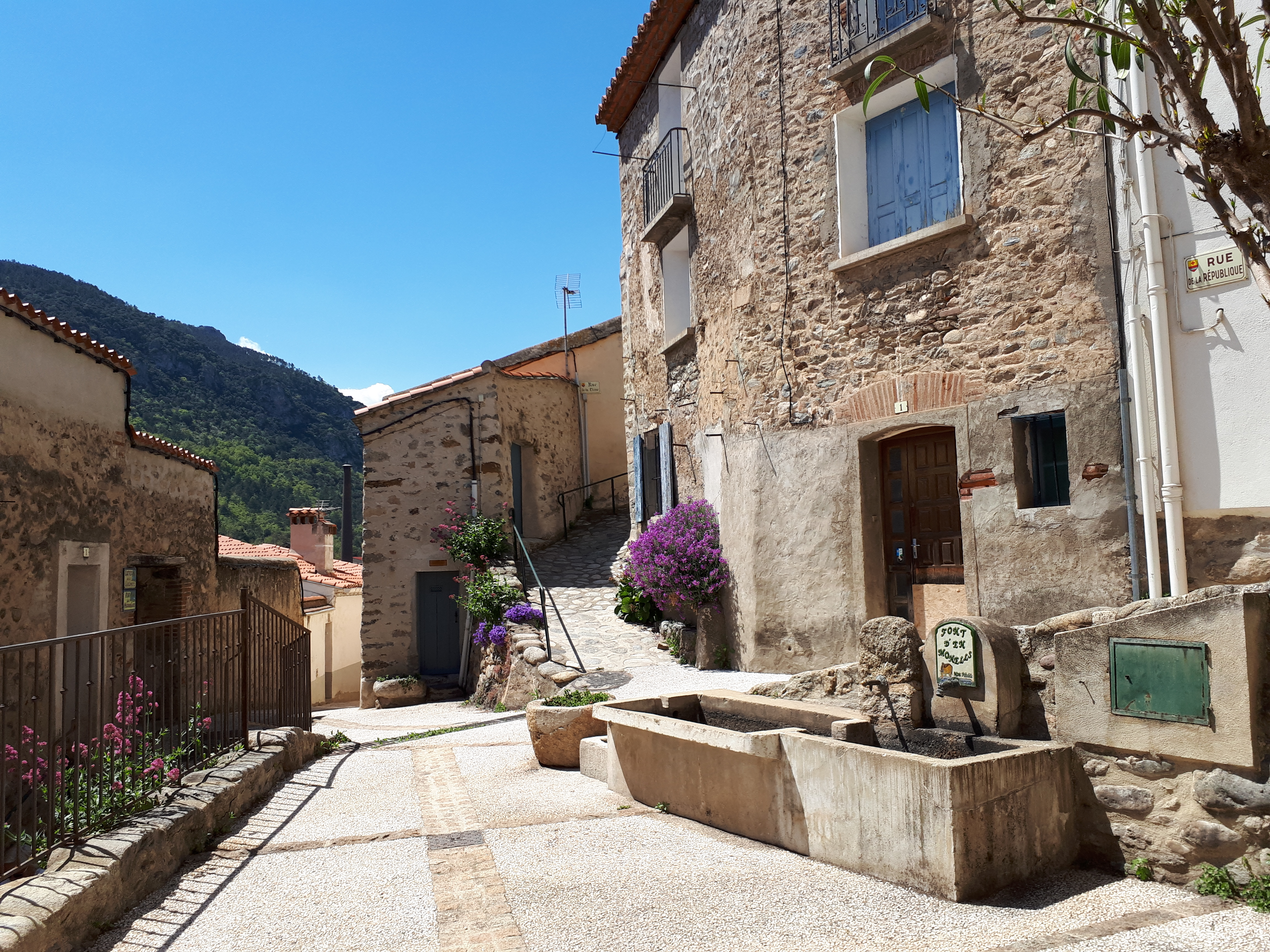
Dans le vieux village de Ria

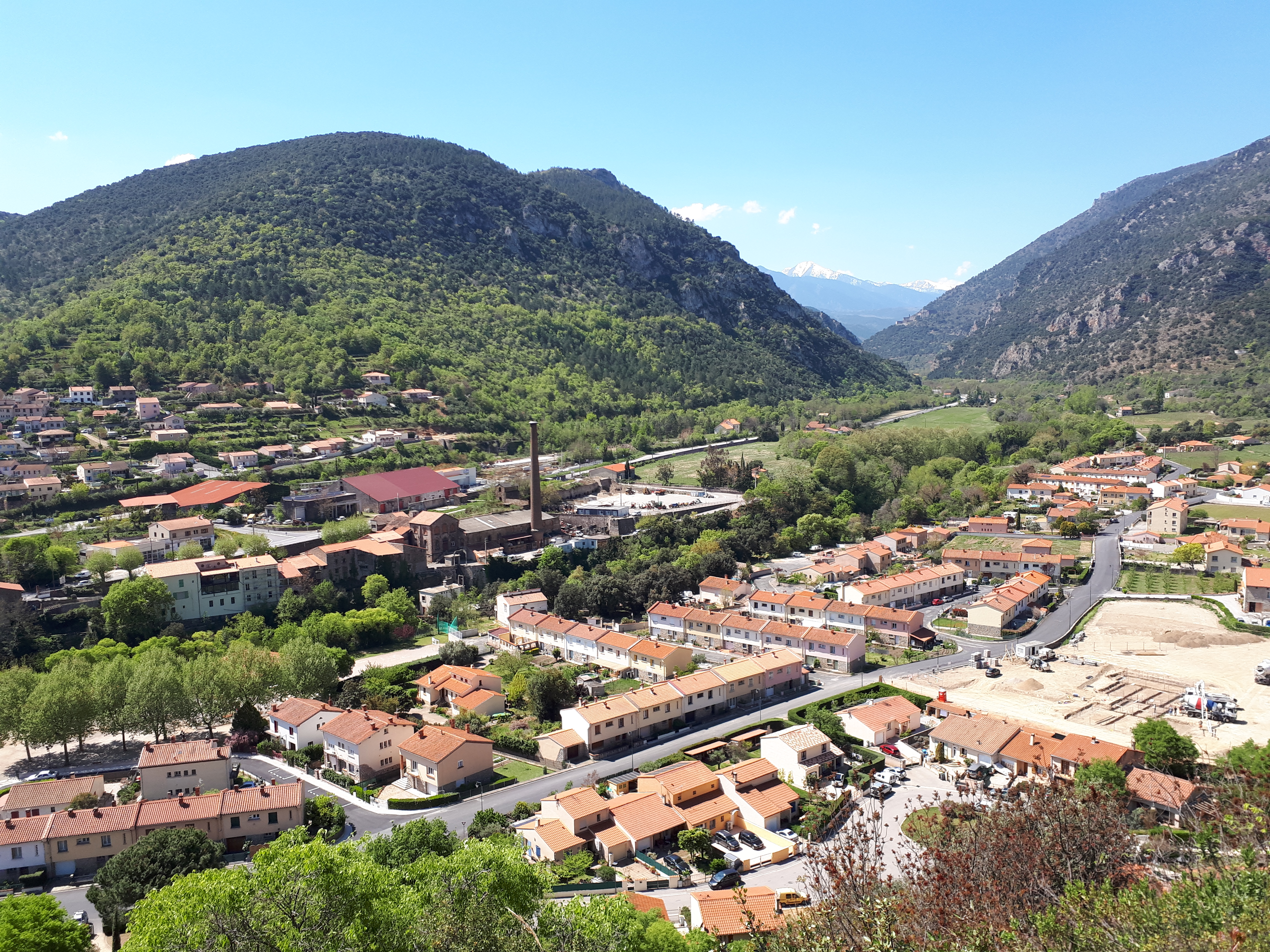
L'ancien haut-fourneau de Ria

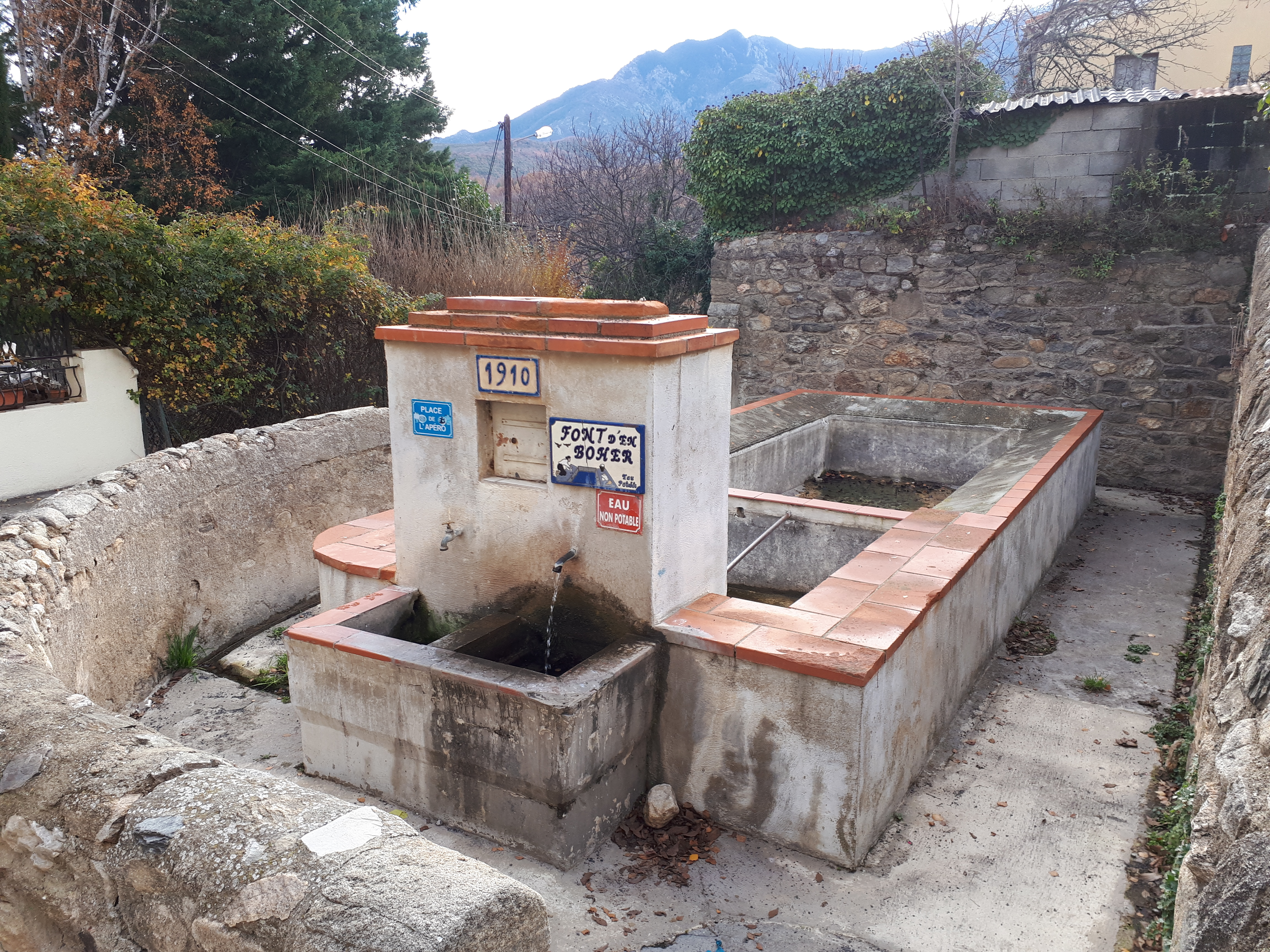
Lavoir, "Place de l'apéro" (Font d'en Boher), Sirach.

La commune de Ria fut créée en 1822 par la réunion des communes préexistantes de Ria et de Sirach. Cependant, la paroisse de Sirach dépendait de Ria depuis le Haut Moyen Âge. Ria a fusionné avec Urbanya en 1973 pour créer la commune de Ria-Sirach-Urbanya. Les deux communes ont été rétablies en 1983, Ria prenant le nom de Ria-Sirach.

### Ria
Citée dès le IXe siècle, la seigneurie de Ria devient possession de l'abbaye Saint-Michel de Cuxa en 1134. Elle le reste jusqu'à la Révolution. Le village est établi sur une colline au sommet de laquelle s'élevait un château. Mentionné en 1195, endommagé en 1347 par les troupes du roi Pierre IV d'Aragon, restauré au tournant des XVIe et XVIIe siècles, il est définitivement détruit dans la deuxième moitié du XVIIe siècle.
Au XIXe siècle, l'histoire de Ria est intiment liée à celle de l'industrie métallurgique. Datés de 1859, les hauts-fourneaux au bois de Ria sont les premiers édifiés dans les Pyrénées-Orientales. Ils sont l’œuvre de deux importants maîtres de forges : Rémi Jacomy (1818-1889), également promoteur des hauts-fourneaux de La Nouvelle, dans l'Aude (1861), Prades (1876) et Codalet (1879), et Jacob Holtzer (1802-1862), à l'origine d'une lignée de maîtres de forges à Unieux, dans le département de la Loire. La fabrication des aciers d'Unieux à partir du fer des Pyrénées a été décrite par Émile Zola dans son roman Travail, publié en 1901. Le dernier haut-fourneau de Ria est enfin le dernier des hauts-fourneaux au bois fonctionnant en France, son extinction intervenant après la Seconde Guerre mondiale. De fait, les fontes au bois de Ria et des communes environnantes, de qualité exceptionnelle, rivalisent alors durablement avec les fers de Suède.

### Sirach
À l'instar de Ria, Sirach fut possession de l'abbaye Saint-Michel de Cuxa du Xe siècle à la Révolution.

## Politique et administration
À compter des élections départementales de 2015, la commune est incluse dans le nouveau canton des Pyrénées catalanes.

### Liste des maires

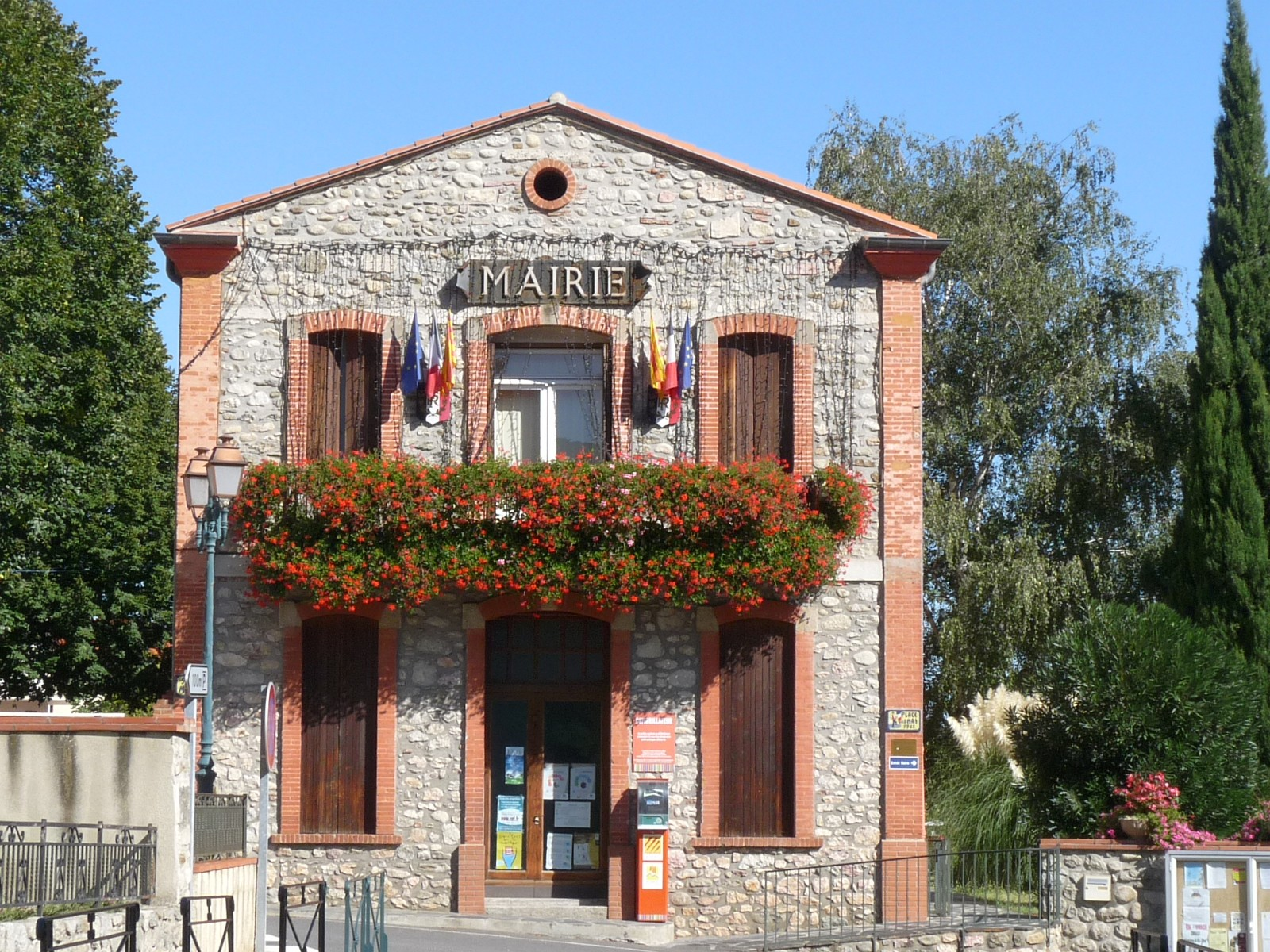
La mairie, à Ria

| Période   | Période  | Identité     | Étiquette | Qualité |
| --------- | -------- | ------------ | --------- | ------- |
| mars 2001 | En cours | Jean Maury , | UMP       |         |

## Population et société

### Démographie ancienne
La population est exprimée en nombre de feux (f) ou d'habitants (H). Celle-ci ne concerne que Ria.
| 1358 | 1365 | 1378 | 1424 | 1470 | 1515 | 1553 | 1709 | 1720 |
| ---- | ---- | ---- | ---- | ---- | ---- | ---- | ---- | ---- |
| 40 f | 37 f | 26 f | 25 f | 16 f | 17 f | 23 f | 74 f | 73 f |

| 1767  | 1774  | 1789  | - | - | - | - | - | - |
| ----- | ----- | ----- | - | - | - | - | - | - |
| 556 H | 120 f | 118 f | - | - | - | - | - | - |

Notes :
- 1358 : dont 11 f pour Llugols ;
- 1365 : dont 11 f pour Llugols ;
- 1378 : dont 7 f pour Llugols ;
- 1424 : dont 18 f pour Llugols ;
- 1709 : pour Ria et Sirach.

### Démographie contemporaine
L'évolution du nombre d'habitants est connue à travers les recensements de la population effectués dans la commune depuis 1793. Pour les communes de moins de 10 000 habitants, une enquête de recensement portant sur toute la population est réalisée tous les cinq ans, les populations de référence des années intermédiaires étant quant à elles estimées par interpolation ou extrapolation. Pour la commune, le premier recensement exhaustif entrant dans le cadre du nouveau dispositif a été réalisé en 2007.

En 2022, la commune comptait 1 294 habitants, en évolution de −1,97 % par rapport à 2016 (Pyrénées-Orientales : +3,92 %, France hors Mayotte : +2,11 %).
| 1793 | 1800 | 1806 | 1821 | 1831 | 1836  | 1841  | 1846  | 1851  |
| ---- | ---- | ---- | ---- | ---- | ----- | ----- | ----- | ----- |
| 704  | 548  | 611  | 689  | 977  | 1 004 | 1 016 | 1 002 | 1 000 |

| 1856 | 1861 | 1866 | 1872 | 1876  | 1881  | 1886  | 1891  | 1896 |
| ---- | ---- | ---- | ---- | ----- | ----- | ----- | ----- | ---- |
| 959  | 849  | 977  | 881  | 1 038 | 1 045 | 1 115 | 1 095 | 932  |

| 1901 | 1906 | 1911 | 1921 | 1926 | 1931 | 1936 | 1946 | 1954 |
| ---- | ---- | ---- | ---- | ---- | ---- | ---- | ---- | ---- |
| 960  | 913  | 971  | 928  | 864  | 872  | 776  | 782  | 831  |

| 1962  | 1968  | 1975  | 1982  | 1990  | 1999  | 2006  | 2007  | 2012  |
| ----- | ----- | ----- | ----- | ----- | ----- | ----- | ----- | ----- |
| 1 017 | 1 057 | 1 056 | 1 068 | 1 017 | 1 126 | 1 169 | 1 175 | 1 257 |

| 2017  | 2022  | - | - | - | - | - | - | - |
| ----- | ----- | - | - | - | - | - | - | - |
| 1 325 | 1 294 | - | - | - | - | - | - | - |

Notes : 
- À partir de 1826, les habitants de Sirach sont recensés avec ceux de Ria.
- Pour 1975 et 1982, la population recensée est celle de la commune de Ria-Sirach-Urbanya.

| selon la population municipale des années : | 1968 | 1975 | 1982 | 1990 | 1999 | 2006 | 2009 | 2013 |
| Rang de la commune dans le département      | 58   | 58   | 61   | 69   | 70   | 73   | 74   | 71   |
| Nombre de communes du département           | 232  | 217  | 220  | 225  | 226  | 226  | 226  | 226  |

### Manifestations culturelles et festivités
- Fête patronale : 22 janvier[50] ;
- Fête communale : 4 août[50].

## Économie

### Revenus
En 2018, la commune compte 593 ménages fiscaux, regroupant 1 291 personnes. La médiane du revenu disponible par unité de consommation est de 18 170 € (19 350 € dans le département).

### Emploi
|                | 2008   | 2013   | 2018   |
| -------------- | ------ | ------ | ------ |
| Commune        | 8,7 %  | 10 %   | 14,3 % |
| Département    | 10,3 % | 12,9 % | 13,3 % |
| France entière | 8,3 %  | 10 %   | 10 %   |

En 2018, la population âgée de 15 à 64 ans s'élève à 779 personnes, parmi lesquelles on compte 70,9 % d'actifs (56,6 % ayant un emploi et 14,3 % de chômeurs) et 29,1 % d'inactifs,. En  2018, le taux de chômage communal (au sens du recensement) des 15-64 ans est supérieur à celui de la France et du département, alors qu'il était inférieur à celui du département en 2008.
La commune fait partie du pôle principal de l'aire d'attraction de Prades,. Elle compte 181 emplois en 2018, contre 193 en 2013 et 222 en 2008. Le nombre d'actifs ayant un emploi résidant dans la commune est de 446, soit un indicateur de concentration d'emploi de 40,7 % et un taux d'activité parmi les 15 ans ou plus de 50,2 %.
Sur ces 446 actifs de 15 ans ou plus ayant un emploi, 96 travaillent dans la commune, soit 21 % des habitants. Pour se rendre au travail, 88,3 % des habitants utilisent un véhicule personnel ou de fonction à quatre roues, 2,7 % les transports en commun, 5,7 % s'y rendent en deux-roues, à vélo ou à pied et 3,4 % n'ont pas besoin de transport (travail au domicile).

### Revenus de la population et fiscalité
En 2010, le revenu fiscal médian par ménage était de 24 000 €.

### Entreprises et commerces
Le village possède un supermarché Lidl et une boulangerie.

## Culture locale et patrimoine

### Monuments et lieux touristiques
- Le château de Ria a été presque entièrement détruit au XVIIe siècle. Il n'en reste plus que la base des murs, fortement arasée. Il était apparemment composé de deux enceintes flanquées de deux bastions. Le site a été récemment fouillé[37].
- L’église paroissiale Saint-Vincent de Ria est d'origine romane. Entièrement reconstruite au XVIIe siècle et XVIIIe siècle, il ne subsiste de l'édifice médiéval que la tour-clocher quadrangulaire datant du XIe siècle. Haute de 22 mètres et large de 5 mètres, elle s'élève sur la face nord de l'église[51]. Le Clocher et les vantaux de la portée d'entrée ont été inscrits au titre des monuments historiques en 1964[52].
- L'église Saint-Clément de Sirach fut construite au XIIe siècle : elle se composait alors d'une nef unique voûtée en berceau brisé terminée par une abside semi-circulaire voûtée en cul-de-four. L'ensemble est ensuite surélevé afin de le fortifier, et des chapelles latérales sont ensuite rajoutées au XVIIIe siècle[53],[39]. L'édifice a été inscrit au titre des monuments historiques en 1974[54].
- L'église Saint-Christophe de Llugols est une église romane située dans le hameau de Llugols.
- L'église Saint-Sernin d'Eroles est elle aussi romane.
- Chapelle Saint-Sébastien de Ria.

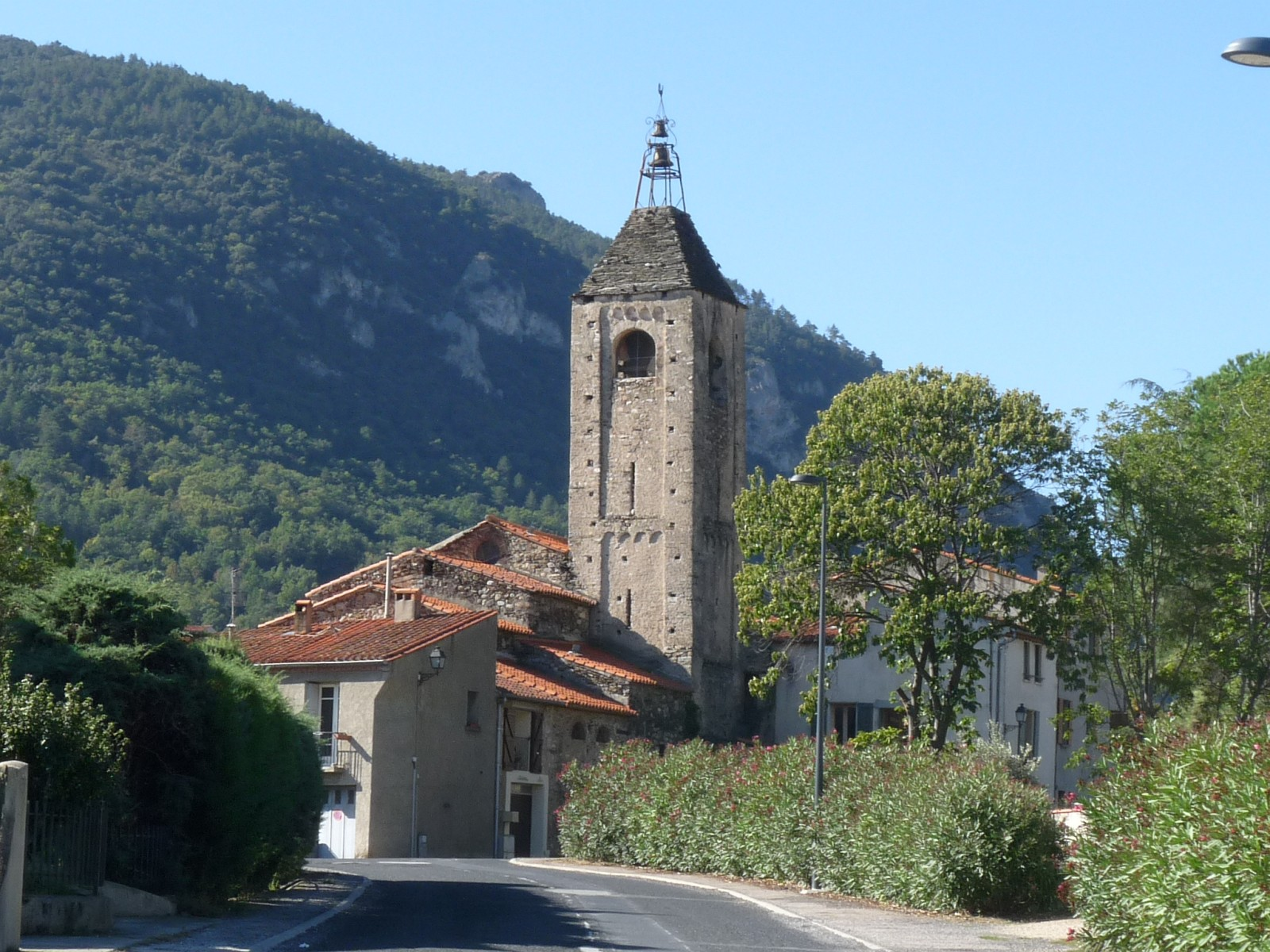
Église Saint-Vincent de Ria
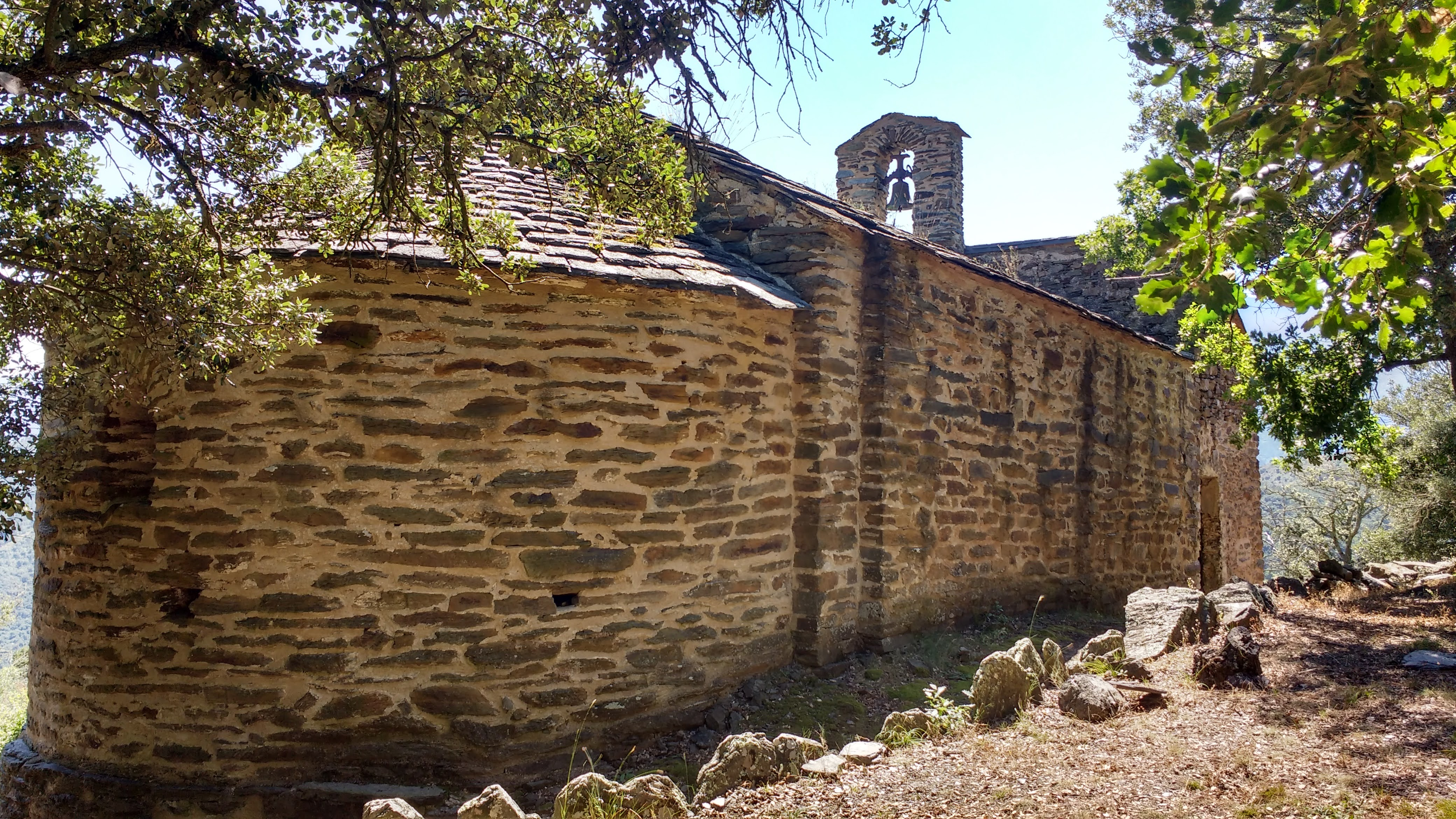
Église Saint-Christophe de Llugols
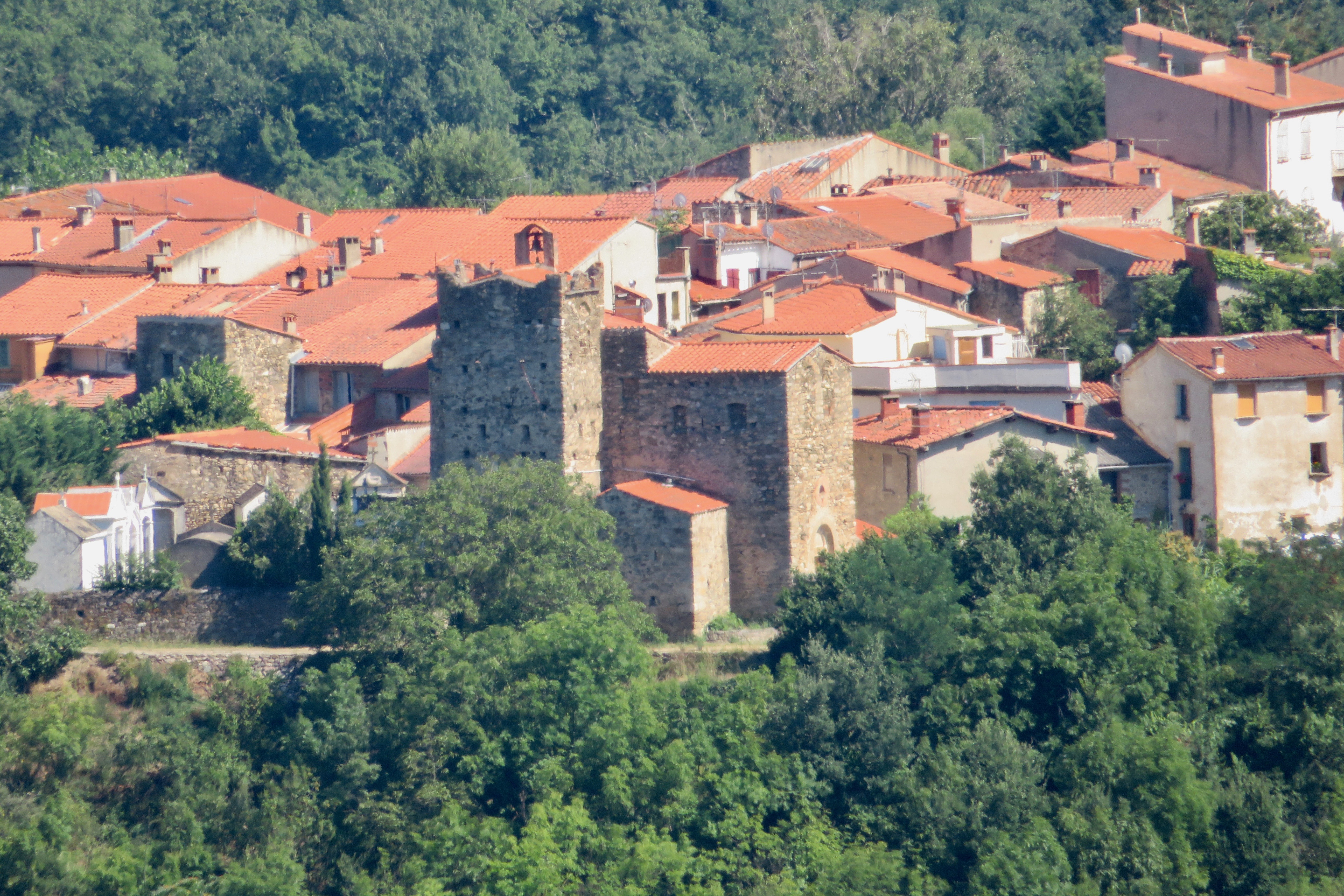
Église Saint-Clément de Sirach
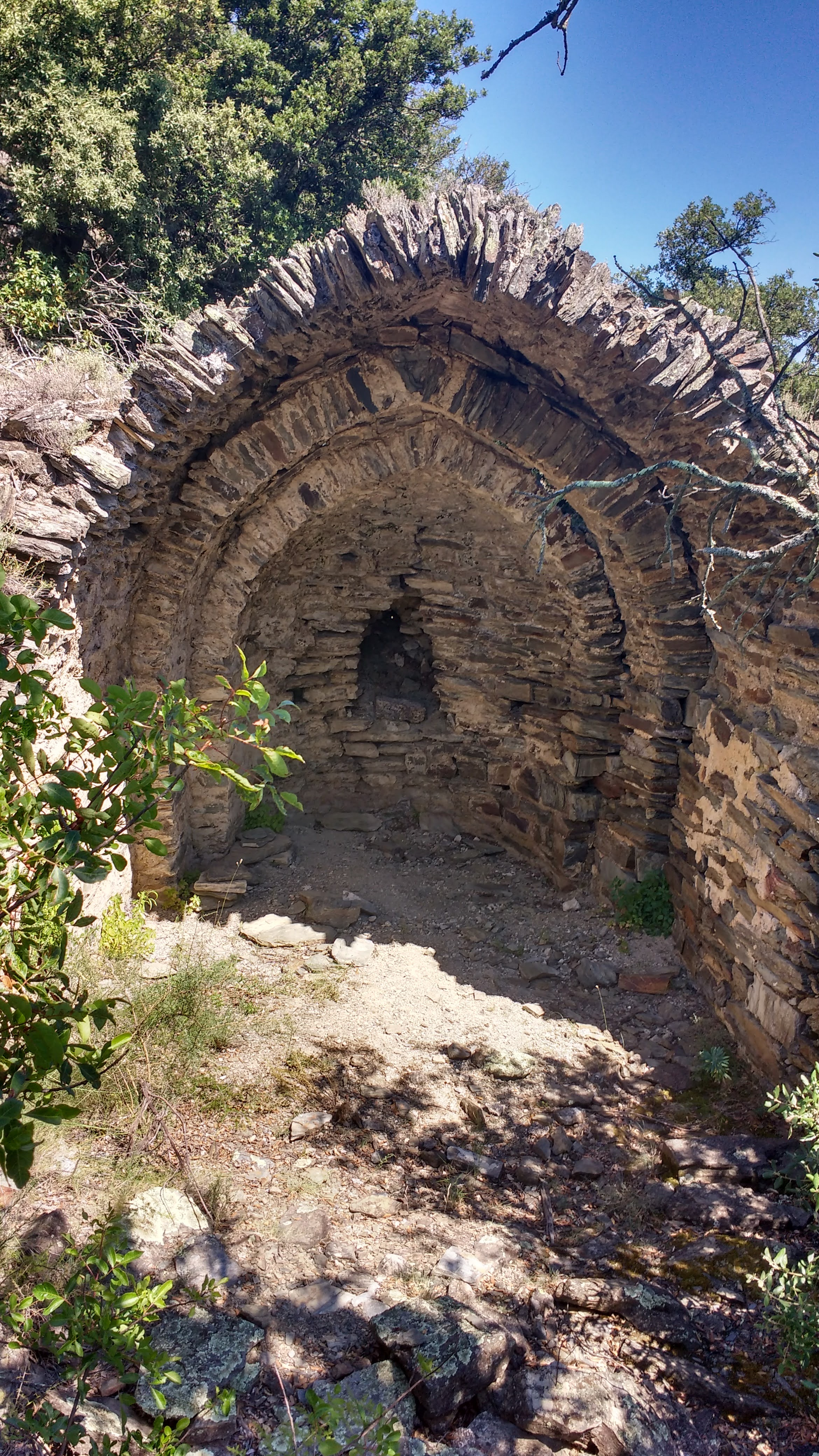
Église Saint-Sernin d'Eroles

### Personnalités liées à la commune
- Joseph Marie (1750-?) : homme politique né à Ria.

### Héraldique
| Blason de Ria-Sirach | Blason  | Coupé : au 1) d’or à la croisette de gueules, au 2) de gueules à la fasce d’argent. |
| Blason de Ria-Sirach | Détails | Le statut officiel du blason reste à déterminer.                                    |